# Caitlin Parker
Pour les articles homonymes, voir Parker.
Caitlin Parker est une boxeuse australienne née le 17 avril 1996 à Perth.

## Carrière
Aux Jeux olympiques d'été de 2024, Caitlin Parker remporte la médaille de bronze en poids moyens, battue en demi-finale par la Chinoise Li Qian. Elle devient alors la première athlète australienne à remporter une médaille olympique en boxe.